# Moonflower
Moonflower é um álbum ao vivo lançado em outubro de 1977 pela banda americana Santana. O álbum também tem faixas de estúdio, misturadas com as faixas ao vivo, e todas com musicalidade mista de jazz fusion, blues-rock e latin rock. As faixas ao vivo foram gravadas durante a turnê europeia do álbum Festival, em Londres, no Hammersmith Odeon, no Pavillion de Paris, e Alemanha. 
Chegou à 10ª posição na parada da Billboard.
Uma versão da música "She's Not There", dos The Zombies, foi lançada como single e chegou à 27ª posição da Billboard.

## Faixas

### Lado um
1. "Dawn/Go Within" (Coster, Santana)  – 2:44
2. "Carnaval" (Coster)  – 2:17
3. "Let the Children Play" (Santana)  – 2:37
4. "Jugando" (Santana)  – 2:09
5. "I'll Be Waiting" (Santana)  – 5:20
6. "Zulu" (Santana, Coster)  – 3:25

### Lado dois
1. "Bahia" (Santana, Coster)  – 1:37
2. "Black Magic Woman/Gypsy Queen" (Green, Szabo)  – 6:32
3. "Dance Sister Dance (Baila Mi Hermana)" (Chancler, Coster, Rubinson)  – 7:45
4. "Europa (Earth's Cry Heaven's Smile)" (Santana, Coster)  – 6:07

### Lado três
1. "She's Not There" (Argent)  – 4:09
2. "Flor d'Luna (Moonflower)" (Coster)  – 5:01
3. "Soul Sacrifice/Head, Hands & Feet" (Santana Band, Lear)  – 14:01

### Lado quatro
1. "El Morocco" (Coster, Santana)  – 5:05
2. "Transcendance" (Santana)  – 5:13
3. "Savor/Toussaint L'Overture" (Santana Band, Santana)  – 12:56

### Faixas bonus no relançamento de 2003
1. "Black Magic Woman/Gypsy Queen" (single edit) (Green)  – 2:37
2. "I'll Be Waiting" (single edit) (Santana)  – 3:12
3. "She's Not There" (single edit) (Argent)  – 3:19